# Ос-да-Балаге
Ос-да-Балаге (Os de Balaguer) — муніципалітет в Іспанії, у складі Комарка Ногера, у провінції Леріда, Каталонія.
Основою економіки є сільське господарство, зокрема, вирощування овочів, зернових та оливок, а також тваринництво.
Пам’ятки муніципалітету включають наскальні малюнки Бальма-дельс-Віларс (включений до списку Всесвітньої спадщини ЮНЕСКО та колишній агостіанський монастир Санта-Марія-де-Белпуїг-де-лес-Авельянес).
Ос-де-Балагер був місцем народження Гаспара де Портоли – 1716–1784), губернатора Нижньої та Альта-Каліфорнії (1767–1770), дослідника та засновника Сан-Дієго та Монтерея.
Муніципалітет розділений на дві частини: більша північно-західна частина містить село Ос-де-Балагер, менша південно-східна частина містить село Герб.